# JPod
JPod é um romance de Douglas Coupland publicado pela Random House of Canada em 2006. Ambientado em 2005, o livro explora a vida cotidiana estranha e nada convencional do personagem principal, Ethan Jarlewski, e sua equipe de programadores de videogame, cujos sobrenomes começam com a letra "J".
JPod foi adaptado para uma série de televisão da CBC de mesmo nome, cocriada por Douglas Coupland e Michael MacLennan. Estreou em 8 de janeiro de 2008 e foi exibida até seu cancelamento em 7 de março de 2008, deixando a série com um suspense permanente. Os primeiros treze episódios da série foram ao ar nos Estados Unidos pela The CW.

## Trama
JPod é um romance de vanguarda sobre seis jovens adultos, cujos sobrenomes começam com a letra "J" e que são designados para o mesmo cubículo por alguém do RH, por meio de uma falha de computador, trabalhando na Neotronic Arts, uma empresa fictícia de videogames sediada em Burnaby. Ethan Jarlewski é o personagem principal e narrador do romance, que passa mais tempo envolvido com seu trabalho do que com sua família disfuncional. Sua mãe, que fica em casa, administra um cultivo de maconha de sucesso, o que permite que seu pai abandone sua carreira e trabalhe como um inútil figurante de cinema. O irmão corretor de imóveis de Ethan, Greg, se envolve com o chefão do crime asiático Kam Fong, que serve como ponto crucial da trama para a conexão dos personagens.
A equipe do JPod precisa inserir um personagem tartaruga baseado em Jeff Probst no jogo de skate que eles estão desenvolvendo como 'BoardX'. O gerente de marketing, Steven Lefkowitz, exige a inclusão da tartaruga no jogo, para desgosto da equipe, para agradar seu filho durante uma batalha pela custódia. "JPod" é então drasticamente desafiado e alterado quando Steve desaparece e o novo executivo substituto declara mais mudanças profundamente impopulares no jogo, incluindo transformar Jeff, a tartaruga, em um príncipe aventureiro que anda em um tapete mágico, e renomeá-lo como "SpriteQuest". Os JPodders, chateados por não conseguirem terminar o jogo, decidem sabotar SpriteQuest inserindo um personagem perturbado inspirado em Ronald McDonald em um nível secreto onde Ronald pratica malevolência, criando assim um jogo culturalmente adequado para o mercado-alvo.
Ethan começa a namorar a mais nova integrante do JPod, Kaitlin, e o relacionamento deles cresce quando ela descobre que a maioria dos membros da equipe, incluindo ela, são levemente autistas. Kaitlin desenvolve uma máquina de abraços após pesquisar como pessoas autistas gostam da sensação de pressão de coisas não vivas em sua pele.
Douglas Coupland, como personagem, é inserido no romance quando Ethan visita a China para levar Steve, viciado em heroína, de volta ao Canadá. Esta versão do Google de Douglas Coupland esbarra constantemente em Ethan e consegue se intrometer na vida do narrador. O JPod se encontra em um mundo digital onde a tecnologia é tudo e a mente humana é incapaz de se concentrar em apenas uma tarefa.

## Trabalhos e influências relacionadas
- BookShorts; um curta-metragem de vídeo retratando personagens de JPod foi filmado em 2006 pelo projeto BookShorts.com com o apoio da Random House Canada.[1]
- Microserfs; JPod tem sido descrito frequentemente como uma atualização do romance Microserfs de Coupland de 1995 para os anos 2000. A Publishers Weekly até chamou JPod de "Microserfs 2.0".[2] Ambos os romances giram em torno de um grupo de jovens profissionais de programação excêntricos. Ambos os livros são narrados por um jovem homem (Ethan Jarlewski em JPod, Daniel Underwood em Microserfs). Ambos os personagens escrevem o manuscrito do romance em um laptop, e ambos os romances apresentam nomes de produtos aleatórios, slogans e mensagens em tamanhos de fonte variados. Em Microserfs, Daniel digita essas mensagens aleatórias em uma tentativa de acessar o subconsciente de seu computador, enquanto em JPod, as mensagens refletem o fluxo de mensagens e a consciência que os usuários de computador vivenciam todos os dias. O narrador em ambos os romances também começa e mantém um relacionamento com uma colega de trabalho; Daniel namora Karla e Ethan namora Kaitlin. Ambos os romances também lidam fortemente com o estilo de vida na era moderna da tecnologia. Além disso, os personagens em ambos os romances são apresentados pelo narrador por meio de um pedaço da cultura pop: em Microserfs, Daniel lista as categorias de sonhos de seus colegas de trabalho em um jogo de Jeopardy! e em JPod, Ethan pede a seus colegas de trabalho que criem uma página do eBay para eles mesmos. Finalmente, ambos os romances abordam o autismo, uma condição que o próprio Coupland tem.[3][4] Em Microserfs, Daniel diz que acha que todas as pessoas da tecnologia são autistas, e em JPod, Kaitlin descreve todos os seus colegas de trabalho e seu chefe como levemente autistas. Em uma nota lateral interessante, máquinas de abraços, conforme descritas no romance, foram realmente desenvolvidas para ajudar pessoas com autismo.[5]
- Sitcoms; JPod foi chamado por um crítico de "uma sitcom de 448 páginas".[6] O estilo de humor é muito semelhante ao das sitcoms, e especialmente de Arrested Development. O humor se origina principalmente de falhas de caráter. Os personagens em si não têm muita profundidade, e suas falhas são exageradas para efeito cômico. Por exemplo, John Doe é obcecado em ser uma 'pessoa comum' e muitas de suas ações resultam desse traço de caráter singular.
- Terry; Terry é a biografia pictórica de Terry Fox, escrita por Douglas Coupland para comemorar o 25º aniversário da morte de Terry em 1981 e publicada em 2005. Coupland estava escrevendo Terry e JPod simultaneamente, e Coupland foi citado no Jerusalem Post dizendo que todos os seus "traços de caráter mais nobres foram para [Terry]. Havia um poço de alcatrão de lodo que sobrou e queria ir para algum lugar. JPod era isso."[7] Isso ajuda a explicar a versão maliciosa de Douglas Coupland (Anti-Doug) que aparece no romance.
- Romances epistolares; Partes do texto de JPod são escritas como e-mails, mensagens de texto e outras mensagens escritas pelos próprios personagens. Portanto, JPod pode ser considerado parcialmente um romance epistolar, embora grande parte do romance também seja um formato narrativo padrão.
- Self-insertion; JPod faz uso extensivo do recurso literário de  autoinserção, no qual o próprio autor aparece como um personagem. Outros exemplos dessa técnica aparecem em The Canterbury Tales, The Divine Comedy, e inúmeras outras obras de ficção.
- Video gaming; JPod faz semelhanças com vários elementos da vida real do mundo dos videogames. Por exemplo, a empresa em que os personagens trabalham se chama Neotronic Arts, que é extremamente semelhante à empresa real Electronic Arts. Além da semelhança no nome, ambas as empresas de videogames têm seu escritório principal em Burnaby, perto da rodovia, e ambas lidam fortemente com jogos esportivos.
- Série de TV; Uma série de TV baseada no romance foi produzida pela CBC e começou a ser exibida em janeiro de 2008. O programa foi estrelado por David Kopp, Emilie Ullerup, Ben Ayres, Steph Song, Torrance Coombs, Colin Cunningham, Sherry Miller, e Alan Thicke. Seis dos episódios foram escritos ou coescritos por Douglas Coupland. O programa começou a ser exibido nas noites de terça-feira, mas devido às baixas classificações, foi transferido para as noites de sexta-feira. As baixas classificações contínuas resultaram na CBC anunciando o cancelamento da série em março de 2008, apesar do protesto dos fãs que isso desencadeou. Um total de 13 episódios foram produzidos. O produtor executivo da série, Larry Sugar, culpou a CBC pelo cancelamento, dizendo que eles não fizeram o suficiente para promover o programa.[8]

## Recepção
JPod foi recebido com reações mistas pelos críticos literários. Alguns acharam que era apenas uma atualização malsucedida do Microserfs, sem nenhuma substância adicional, enquanto outros gostaram do seu estilo divertido e da sátira.

### Favorável
Críticas favoráveis ao JPod focam principalmente em suas qualidades de entretenimento decorrentes das vidas e peculiaridades improváveis-prováveis dos personagens. Como um romance pós-Gutenberg, JPod é reconhecido por refletir o estado fragmentado de uma geração saturada de tecnologia, ilustrando o estereótipo de que as gerações atuais são incapazes de se concentrar em um item ou tarefa por mais de alguns segundos.
A análise de John Elk sobre JPod comenta que o romance é uma atualização afirmativa dos Microserfs anteriores de Coupland, para a "Google generation". Coupland é mencionado como sendo "possivelmente o exegeta mais talentoso da cultura de massa norte-americana hoje", com JPod sendo "seu romance mais forte e mais bem observado desde Microserfs". JPod é descrito como um livro envolvente, com personagens e dispositivos bizarros que o tornam "definitivamente digno de leitura" e, embora não seja "totalmente satisfatório, é divertido".
Outra análise do JPod descreve como a fragmentação do livro se relaciona com as características autistas dos personagens. O livro é sobre funcionários da geração de tecnologia e videogames, que "paradoxalmente têm poderes sobre-humanos de concentração, mas parecem não conseguir se concentrar em nada". Essa mensagem é trazida ao longo do livro, o que tende a provocar o leitor a realmente pensar sobre os efeitos da tecnologia em nossa sociedade.

### Desfavorável
Por outro lado, muitos críticos ficaram frustrados e irritados com o livro. Dennis Lim, do The Village Voice, chamou-o de "presunçoso, vazio, facilmente distraído e muitas vezes extremamente irritante". Ele observou, no entanto, que isso "pode ser proposital, mas não serve a um ponto maior e significativo — a menos que você considere a observação imperdível de que muita informação é, tipo, esmagadora". John Elk disse que Coupland "não é um mestre do enredo nem da caracterização", e seus personagens também eram chamados de "desenhos animados vazios".
Coupland foi ainda mais criticado por críticos como David Daley do USA Today, que escreveu que "a sutileza ainda escapa a Coupland" e que seus "riffs implacáveis podem ser exaustivos". As 41 páginas gastas na listagem dos dígitos de pi, por exemplo, foram consideradas por muitos como inúteis e, como Patrick Ness observou, "preguiçosamente montadas". Além disso, muitos críticos acharam que a aparição de Coupland como personagem era irritante, "narcisista" e "uma tentativa óbvia e meio triste de se transformar em um ícone cultural". Outros críticos se perguntaram se Coupland simplesmente se inseriu porque não sabia como terminar o romance de outra forma.